# Melka Kunture
Melka Kunture ou Melka Kontouré est un complexe de sites paléolithiques d'Éthiopie. Il est situé à 50 km au sud d'Addis Ababa, près du village de Melka Awash, sur la rive opposée de la rivière Awash. Au sud du pont sur l'Awash, la rivière comporte trois chutes d'eau.
Les archéologues français de la Mission Archéologique Française en Éthiopie ont réalisé des recherches à Melka Kunture depuis les années 1960, découvrant plus de 30 gisements distincts. Les niveaux archéologiques sont datés grâce à la présence de dépôts volcaniques liés aux éruptions du mont Zuqualla, au sud-est de Melka Kunture.
Un musée a été construit sur place par la Oromia Culture and Tourism Commission avec un soutien financier de la Communauté économique européenne. Il comporte quatre bâtiments abritant des expositions consacrées respectivement à la Préhistoire africaine, à la géologie et la volcanologie, à la paléoanthropologie et à la Préhistoire de Melka Kunture. Un musée de plein air permet de voir la fouille de deux sites acheuléens datant de 0,8 million d'années avant le présent.
Avec le site de Balchit, le site de Melka Kunture est inscrit sur la liste du patrimoine mondial par l'UNESCO en juillet 2024, sous le nom de « Melka Kontouré et Balchit : sites archéologiques et paléontologiques de la région des hauts plateaux d'Éthiopie ».